# Paarungsbiss

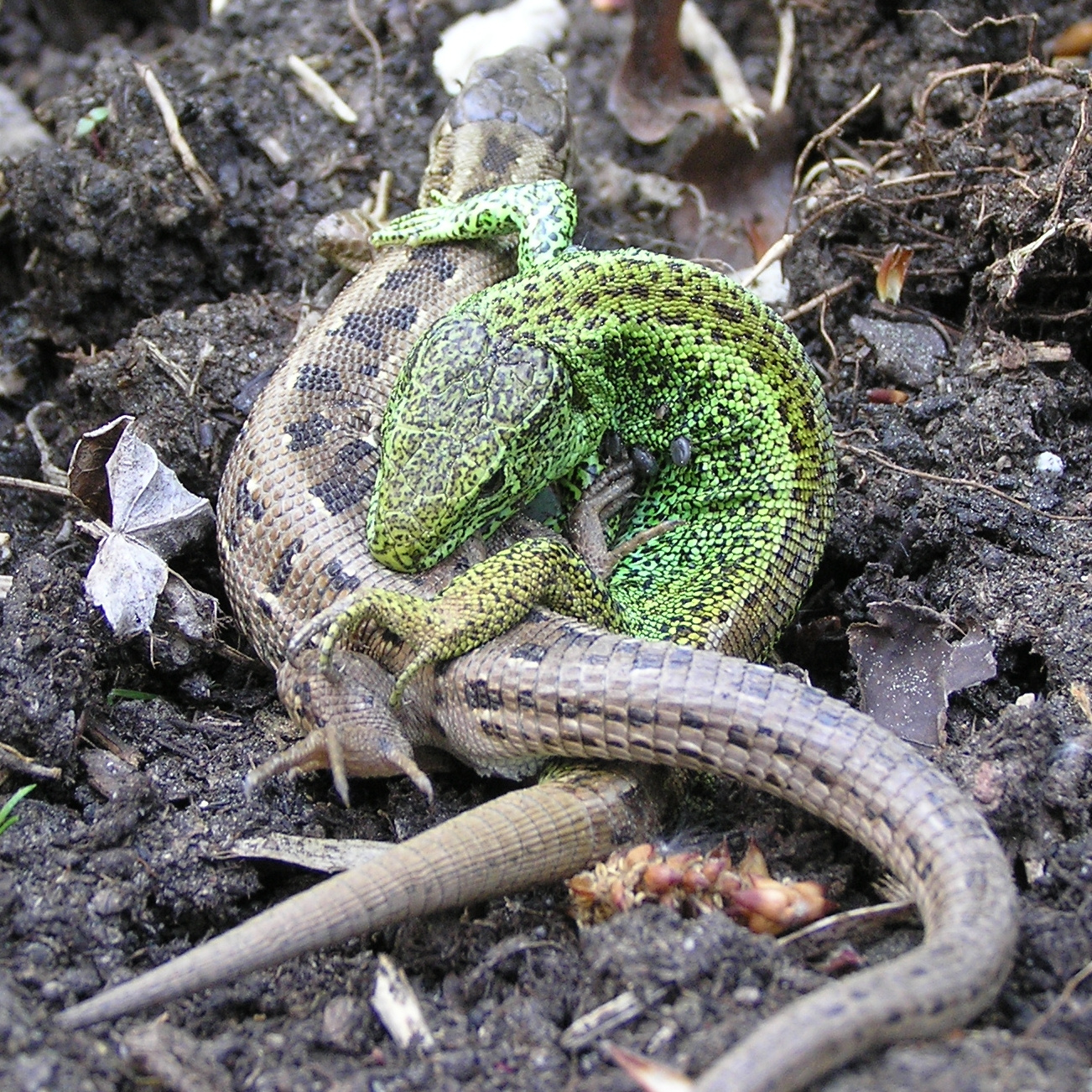
Zauneidechsen Männchen (grün), fixiert das Weibchen (braun) mittels eines Paarungsbisses

Beim Paarungsbiss beißt sich das Männchen in der Flanke oder im Nacken (Nackenbiss) des Weibchens fest, um ein Fortlaufen der Partnerin bei der beabsichtigten Begattung zu unterbinden.
Der Biss selbst ist Teil des Paarungsverhaltens. Die Zähne dringen dabei oft nicht ein, sondern üben meist einen stimulierenden Reiz aus, da das Männchen in aller Regel nicht die volle Kraft der Kiefermuskulatur einsetzt. Dennoch kann es zu Verletzungen kommen, diese verlaufen jedoch in den meisten Fällen glimpflich und beschränken sich in der Regel auf kleinere Verletzungen des Gewebes. Gerade bei Raubtieren oder mangels Fluchtmöglichkeiten können die Verletzungen aber auch tödlich verlaufen.

## Tiergruppen
Einen Paarungsbiss gibt es bei einigen Reptilien- und Säugetierarten.

### Reptilien
Bei Reptilien führt das Männchen den Paarungsbiss oft als Flankenbiss aus. Anschließend wird der hintere Teil des Weibchens durch den Kopf des Männchens angehoben, erst hierdurch kann die Paarung erfolgen.

#### Schlangen
Der Paarungsbiss als Flankenbiss kommt im Paarungsverhalten vieler Schlangen vor, z. B. bei italienischen Äskulapnattern.

#### Schuppenkriechtiere
Viele Schuppenkriechtiere wie Eidechsen oder Agamen nutzen den Flankenbiss in ihrem Paarungsverhalten.

### Säugetiere

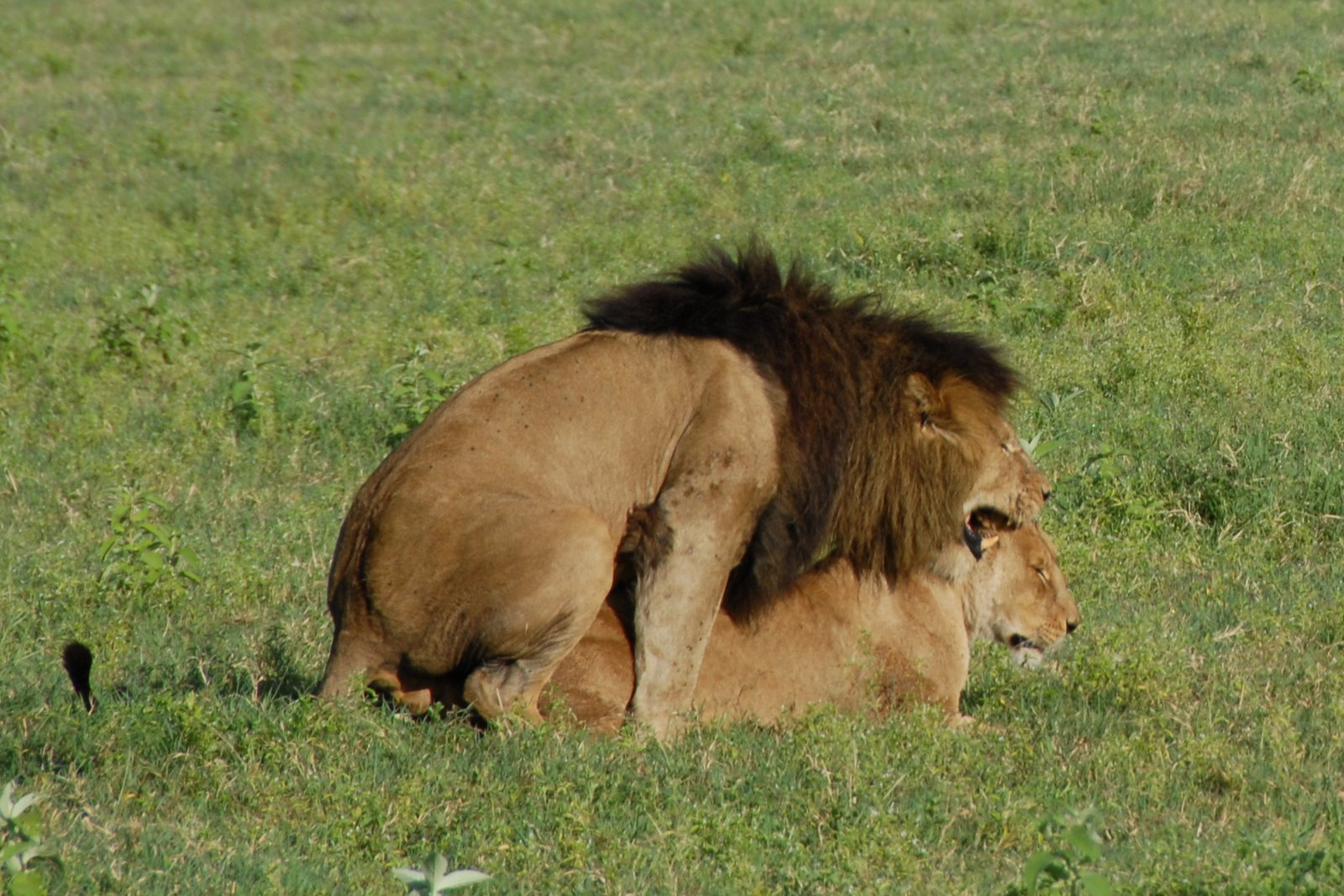
Nackenbiss bei Paarung von Löwen (Ngorongoro Conservation Area, 2007)

Bei Säugetieren dominiert die Form des Nackenbisses als Paarungsbiss. Er wird manchmal vom körperlich stärkeren Männchen unabhängig von der Paarungsbereitschaft des Weibchens praktiziert. Dies trifft besonders auf Raubtiere zu:

#### Katzenartige
Der Nackenbiss kommt häufig vor im Paarungsverhalten der Katzenartigen, darunter auch bei Jaguarundi (Puma yagouaroundi) und Löwen.

#### Hundeartige
Unter den Hundeartigen zeigt beispielsweise der Kleine Panda (Ailurus fulgens) ein ähnliches Verhalten.

#### Robben
Auch bei Robben wie den Stellerschen Seelöwen, Nördlichen oder Südlichen See-Elefanten ist der Nackenbiss Teil des Paarungsverhaltens.

#### Pferde
Bei den Pferden (Equidae) wie den Zebras fixiert der Hengst die Stute mittels eines Nackenbisses.

## Nackenbiss außerhalb des Paarungsverhaltens

### Innerartliche Auseinandersetzungen
Nackenbisse können auch ohne Paarungsabsichten, dann aber möglicherweise weniger behutsam, durch Männchen an Weibchen ausgeübt werden, z. B. bei Pavianen.
Bei dem Beuteltier Doppelkamm-Beutelmaus werden innerartliche Kämpfe in der freien Natur sehr ritualisiert ausgeführt, sodass diese selten ernste Verletzungen zur Folge haben. Bei Mangel an Fluchtmöglichkeiten in Gefangenschaft können Auseinandersetzungen mit tödlichen Nackenbissen enden.

### Welpen tragen
Viele Katzen- und Hundeartige wie Füchse tragen ihre Welpen mit Hilfe eines Nackenbisses. Dies übt gleichzeitig eine Signalwirkung auf das Jungtier aus, seine Muskulatur zu entspannen.

### Jagdverhalten
Oft üben Katzen gegenüber kleineren Beutetieren einen kraftvollen Nackenbiss (dorsal) aus, während sie bei größerer Beute oft einen Kehlbiss setzen. Auch Hundeartige praktizieren in ihrem Jagdverhalten Nackenbisse.

### Spielverhalten
Oft ist bei Jungtieren der Raubtiere wie Katzen die Unterscheidung schwer oder unmöglich, ob ein Paarungsbiss oder ein Jagdbiss oder ein innerartliches Aggressionsmuster spielerisch erprobt wird.
Bären wie heranwachsende Amerikanische Schwarzbären praktizieren den Nackenbiss und dessen Abwehr in ihrem Spielverhalten.
Bereits sechs Wochen alte Stellersche Seelöwen üben geschlechtsspezifisch den Paarungsbiss in ihrem Spielverhalten.